# Univerzita Cergy-Pontoise
Univerzita Cergy-Pontoise, francouzsky plným názvem Université de Cergy-Pontoise je francouzská vysoká škola, která se specializuje na přírodní vědy. Hlavní sídlo školy se nachází v Cergy-Pontoise. Ve školním roce 2016/2017 měla škola celkem 16000 studentů.
Univerzita spolupracuje usměrňuje „Sciences Po Saint-Germain-en-Laye“ (ve spolupráci s Univerzita Versailles Saint Quentin en Yvelines).